# Return of the Champions
Return of the Champions – podwójny album koncertowy zawierający występ brytyjskiego zespołu Queen wraz z gościnnym udziałem wokalisty Paula Rodgersa.

## Historia powstania projektu
Koncert został zarejestrowany w brytyjskim Sheffield w roku 2005 w ramach trasy pod szyldem „Queen + Paul Rodgers”. Była to pierwsza trasa koncertowa Queen od 1986 roku, kiedy to (jeszcze z Freddiem Mercurym i Johnem Deaconem) grupa promowała swój album A Kind of Magic. Basista, John Deacon, wycofał się z działalności muzycznej w 2000 roku, jednak w liście napisanym do Briana Maya i Rogera Taylora zaakceptował wszelkie ich działania pod szyldem Queen. Pomysł wspólnej trasy zrodził się w głowach Paula, Briana i Rogera po wspólnym występie podczas Rock and Roll Hall of Fame w Royal Albert Hall, gdzie wykonali utwory We Will Rock You, We Are the Champions i All Right Now. Do nowo powstałego koncertowego składu grupy należą ponadto Spike Edney (współpracuje z Queen od 1985 roku jako muzyk koncertowy), Jamie Moses (wcześniej działał, jako muzyk sesyjny i koncertowy w zespole Briana Maya) oraz Danny Miranda (wcześniej członek grupy rockowej Blue Öyster Cult, a także basista amerykańskiej obsady musicalu „We Will Rock You” opartego na największych przebojach Queen). Początkowo trasa Q+PR miała mieć miejsce jedynie w krajach Europy, ale z powodu ogromnego zainteresowania fanów została rozszerzona także o Japonię i USA. Podczas koncertów grupa wykonuje nie tylko utwory z repertuaru Queen, ale także te, które podczas swojej kariery muzycznej nagrał Paul Rodgers.
Równolegle wydano także wersję DVD koncertu w reżyserii Davida Maleta.
Album w Polsce uzyskał status platynowej płyty.

## Skład
- Paul Rodgers – śpiew, gitara akustyczna w „Crazy Little Thing Called Love"
- Brian May – gitara solowa, gitara akustyczna, śpiew
- Roger Taylor – perkusja, śpiew
- Danny Miranda – gitara basowa, chórki
- Jamie Moses – gitara rytmiczna, gitara akustyczna, chórki
- Spike Edney – keyboard, chórki

## Lista utworów

### CD1
1. „Reaching Out” (Hill/Black)
2. „Tie Your Mother Down” (May)
3. „I Want to Break Free” (Deacon)
4. „Fat Bottomed Girls” (May)
5. „Wishing Well” (Rodgers/Kirke/Yamauchi/Kossoff/Bundrick)
6. „Another One Bites the Dust” (Deacon)
7. „Crazy Little Thing Called Love” (Mercury)
8. „Say It’s Not True” (Taylor)
9. „’39” (May)
10. „Love of My Life” (Mercury)
11. „Hammer to Fall” (May)
12. „Feel Like Makin' Love” (Rodgers/Ralphs)
13. „Let There Be Drums” (Nelson/Podolor)
14. „I'm In Love With My Car” (Taylor)
15. „Guitar Solo” (May)
16. „Last Horizon” (May)

### CD2
1. „These Are the Days of Our Lives” (Queen)
2. „Radio Ga Ga” (Taylor)
3. „Can't Get Enough” (Ralphs)
4. „A Kind of Magic” (Taylor)
5. „I Want It All” (Queen)
6. „Bohemian Rhapsody” (Mercury)
7. „The Show Must Go On” (Queen)
8. „All Right Now” (Rodgers / Fraser)
9. „We Will Rock You” (May)
10. „We Are the Champions” (Mercury)
11. „God Save the Queen” (Trad. Arr. May)

Utwory 12-13 umieszczone dodatkowo tylko w wersji wideo na DVD.
1. „It's a Beautiful Day (Remix)” (Queen)
  - śpiew Mercury’ego odtwarzany z playbacku
2. „Imagine” (Lennon)
  - śpiewają May, Taylor oraz Rodgers